# Partícula gramatical
Una partícula gramatical és un morfema, paraula o similar que té un valor gramatical determinat. És un terme vague que engloba afixos, morfemes flexius, fonemes eufònics i qualsevol conjunt de lletres que modifiqui un mot. Per aquesta vaguetat no és usat per la comunitat acadèmica actual, si bé té tradició pel que fa a termes que abans no estaven categoritzats (com el sufix adverbialitzador -ment, per exemple).